# 小行星2355
小行星2355（2355 Nei Monggol），又称为内蒙古星，是由紫金山天文台在1978年10月30日发现的主带小行星。
該小行星在以内蒙古自治区命名。